# Clavipalpus rimbachi
Clavipalpus rimbachi är en skalbaggsart som beskrevs av Moser 1924. Clavipalpus rimbachi ingår i släktet Clavipalpus och familjen Melolonthidae. Inga underarter finns listade i Catalogue of Life.